# Turcmenigena warentzowi
Turcmenigena warentzowi là một loài bọ cánh cứng trong họ Cerambycidae.